# Мандевиль-ан-Бессен
Мандеви́ль-ан-Бессе́н (фр. Mandeville-en-Bessin) — коммуна во Франции, находится в регионе Нижняя Нормандия. Департамент коммуны — Кальвадос. Входит в состав кантона Тревьер. Округ коммуны — Байё.
Код INSEE коммуны — 14397.

## Население
Население коммуны на 2010 год составляло 335 человек.
| 1962 | 1968 | 1975 | 1982 | 1990 | 1999 | 2010 |
| ---- | ---- | ---- | ---- | ---- | ---- | ---- |
| 433  | 368  | 332  | 305  | 262  | 229  | 335  |

## Экономика
В 2010 году среди 203 человек трудоспособного возраста (15—64 лет) 155 были экономически активными, 48 — неактивными (показатель активности — 76,4 %, в 1999 году было 71,6 %). Из 155 активных жителей работали 143 человека (71 мужчина и 72 женщины), безработных было 12 (4 мужчины и 8 женщин). Среди 48 неактивных 9 человек были учениками или студентами, 31 — пенсионерами, 8 были неактивными по другим причинам.